# 香農鎮區 (北卡羅萊納州羅伯遜縣)
香農鎮區（英語：Shannon Township）是位於美國北卡羅萊納州羅伯遜縣的一個鎮區。

## 地方資料
香農鎮區的面積為21.71平方千米，皆為陸地。根據2020年美國人口普查的數據，當地共有人口1146人，而人口密度為每平方千米52.79人。